# فيلي بانكس (لاعب كرة قاعدة)
فيلي بانكس (بالإنجليزية: Willie Banks) هو لاعب كرة قاعدة أمريكي، ولد في 27 فبراير 1969 في جيرسي سيتي في الولايات المتحدة.

## وصلات خارجية
- فيلي بانكس على موقع دوري كرة القاعدة الرئيسي (الإنجليزية)
- فيلي بانكس على موقع الدوري الياباني لكرة القاعدة (الإنجليزية)
- فيلي بانكس على موقعبيزبول رفرنس.كوم (الدوري الرئيسي) (الإنجليزية)
- فيلي بانكس على موقعبيزبول رفرنس.كوم (الدوري الثانوي) (الإنجليزية)
- فيلي بانكس على موقع إي إس بي إن.كوم (أم.أل.بي) (الإنجليزية)
- فيلي بانكس على موقع مشجعي الرسوم البيانية (الإنجليزية)